# Méon (Burkina Faso)
Pour les articles homonymes, voir Méon.
Méon est une localité située dans le département de Dissin de la province de l'Ioba dans la région Sud-Ouest au Burkina Faso.

## Histoire
Le village est administrativement autonomisé de Navrikpé en 2006.

## Santé et éducation
Le centre de soins le plus proche de Méon est le centre médical (CM) de Dissin tandis que le centre médical avec antenne chirurgicale (CMA) de la province se trouve à Dano.
Le village possède une école primaire publique.